# Classic Bruges-De Panne 2024
La Classic Bruges-De Panne 2024 fou la 48a edició de la cursa ciclista Classic Bruges-De Panne. La cursa es disputà el 20 de març de 2024 i tingué un recorregut de 198 km. La cursa fou el 10è esdeveniment de l'UCI World Tour 2024.
El belga Jasper Philipsen (Alpecin-Deceuninck) fou el vencedor de la prova després de vèncer en l'esprint final. El segon i el tercer lloc foren pel també belga Tim Merlier (Soudal Quick-Step) i pel neerlandès Danny van Poppel (Bora-Hansgrohe), respectivament.

## Equips
Un total de 23 equips participaren a la cursa, dels quals 16 foren els equips del WorldTour i els altres 7 foren equips de l'UCI ProTeam.
| WorldTeams (15)- Alpecin-Deceuninck - Arkéa-B&B Hotels - Astana Qazaqstan Team - Bahrain Victorious - Bora-Hansgrohe - Cofidis - EF Education-EasyPost - Groupama-FDJ - Intermarché-Wanty - Lidl-Trek - Movistar Team - Soudal Quick-Step - Team dsm-firmenich PostNL - Team Jayco AlUla - UAE Team Emirates ProTeams (8)- Bingoal WB - Israel-Premier Tech - Lotto Dstny - Team Flanders-Baloise - TotalEnergies - Tudor Pro Cycling Team - Q36.5 Pro Cycling Team - Uno-X Mobility |
| |

## Classificació final
| \| Classificació general \| Classificació general \| Classificació general \| Classificació general \| Classificació general \| \| Corredor \| Corredor \| Equip \| Temps \| \| \| --------------------- \| -------------------------- \| --------------------- \| --------------------- \| --------------------- \| \| 1r \| Jasper Philipsen \| Alpecin-Deceuninck \| 4h 22' 42" \| \| \| 2n \| Tim Merlier \| Soudal Quick-Step \| + 0" \| \| \| 3r \| Danny van Poppel \| Bora-Hansgrohe \| + 0" \| \| \| 4t \| Jason Tesson \| TotalEnergies \| + 0" \| \| \| 5è \| Simone Consonni \| Lidl-Trek \| + 0" \| \| \| 6è \| Stian Fredheim \| Uno-X Mobility \| + 0" \| \| \| 7è \| Sebastián Molano Benavides \| UAE Team Emirates \| + 0" \| \| \| 8è \| Phil Bauhaus \| Bahrain Victorious \| + 0" \| \| \| 9è \| Émilien Jeannière \| TotalEnergies \| + 0" \| \| \| 10è \| Luca Mozzato \| Arkéa-B&B Hotels \| + 0" \| \| |                            |                    |            |
| |                            |                    |            |
| Font: ProCyclingStats |                            |                    |            |
| Classificació general |                            |                    |            |
| Corredor | Corredor                   | Equip              | Temps      |
| 1r | Jasper Philipsen           | Alpecin-Deceuninck | 4h 22' 42" |
| 2n | Tim Merlier                | Soudal Quick-Step  | + 0"       |
| 3r | Danny van Poppel           | Bora-Hansgrohe     | + 0"       |
| 4t | Jason Tesson               | TotalEnergies      | + 0"       |
| 5è | Simone Consonni            | Lidl-Trek          | + 0"       |
| 6è | Stian Fredheim             | Uno-X Mobility     | + 0"       |
| 7è | Sebastián Molano Benavides | UAE Team Emirates  | + 0"       |
| 8è | Phil Bauhaus               | Bahrain Victorious | + 0"       |
| 9è | Émilien Jeannière          | TotalEnergies      | + 0"       |
| 10è | Luca Mozzato               | Arkéa-B&B Hotels   | + 0"       |

## Participants
| Alpecin-Deceuninck ADC | Alpecin-Deceuninck ADC    | Alpecin-Deceuninck ADC |
| ---------------------- | ------------------------- | ---------------------- |
| Núm                    | Ciclista                  | Pos                    |
| 1                      | Jasper Philipsen (BEL)    | 1r                     |
| 2                      | Maurice Ballerstedt (GER) | 54è                    |
| 3                      | Silvan Dillier (SUI)      | 144è                   |
| 4                      | Juri Hollmann (GER)       | 98è                    |
| 5                      | Timo Kielich (BEL)        | 81è                    |
| 6                      | Gianni Vermeersch (BEL)   | 105è                   |
| 7                      | Ramon Sinkeldam (NED)     | 96è                    |

| Soudal Quick-Step SOQ | Soudal Quick-Step SOQ    | Soudal Quick-Step SOQ |
| --------------------- | ------------------------ | --------------------- |
| Núm                   | Ciclista                 | Pos                   |
| 11                    | Tim Merlier (BEL)        | 2n                    |
| 12                    | Ayco Bastiaens (BEL)     | 138è                  |
| 13                    | Gil Gelders (BEL)        | 119è                  |
| 14                    | Luke Lamperti (USA)      | 17è                   |
| 15                    | Bert Van Lerberghe (BEL) | 46è                   |
| 16                    | Warre Vangheluwe (BEL)   | 140è                  |
| 17                    | Jordi Warlop (BEL)       | 118è                  |

| Intermarché-Wanty IWA | Intermarché-Wanty IWA                | Intermarché-Wanty IWA |
| --------------------- | ------------------------------------ | --------------------- |
| Núm                   | Ciclista                             | Pos                   |
| 21                    | Gerben Thijssen (BEL)                | 16è                   |
| 22                    | Madis Mihkels (EST)                  | 42è                   |
| 23                    | Adrien Petit (FRA)                   | 130è                  |
| 24                    | Baptiste Planckaert (BEL)            | 100è                  |
| 25                    | Laurenz Rex (BEL)                    | 43è                   |
| 26                    | Gijs Van Hoecke (BEL)                | 78è                   |
| 27                    | Roel Daan van Sintmaartensdijk (NED) | 117è                  |

| Arkéa-B&B Hotels ARK | Arkéa-B&B Hotels ARK | Arkéa-B&B Hotels ARK |
| -------------------- | -------------------- | -------------------- |
| Núm                  | Ciclista             | Pos                  |
| 31                   | Arnaud Démare (FRA)  | 34è                  |
| 32                   | David Dekker (NED)   | 97è                  |
| 33                   | Daniel McLay (GBR)   | 125è                 |
| 34                   | Luca Mozzato (ITA)   | 10è                  |
| 35                   | Łukasz Owsian (POL)  | 76è                  |
| 36                   | Alan Riou (FRA)      | 126è                 |
| 37                   | Miles Scotson (AUS)  | 67è                  |

| Astana Qazaqstan Team AST | Astana Qazaqstan Team AST     | Astana Qazaqstan Team AST |
| ------------------------- | ----------------------------- | ------------------------- |
| Núm                       | Ciclista                      | Pos                       |
| 41                        | Gleb Syrica (RUS)             | 143è                      |
| 42                        | Ievgueni Guiditx (KAZ)        | 73è                       |
| 43                        | Michele Gazzoli (ITA)         | 121è                      |
| 45                        | Max Kanter (GER)              | 11è                       |
| 46                        | Yevgeniy Fedorov (KAZ) (ruta) | 52è                       |
| 47                        | Rüdiger Selig (GER)           | 48è                       |

| Bahrain Victorious TBV | Bahrain Victorious TBV    | Bahrain Victorious TBV |
| ---------------------- | ------------------------- | ---------------------- |
| Núm                    | Ciclista                  | Pos                    |
| 51                     | Phil Bauhaus (GER)        | 8è                     |
| 52                     | Alberto Bruttomesso (ITA) | 60è                    |
| 53                     | Matevž Govekar (SLO)      | 33è                    |
| 54                     | Kamil Gradek (POL)        | 69è                    |
| 55                     | Łukasz Wiśniowski (POL)   | 85è                    |
| 56                     | Dušan Rajović (SRB)       | 25è                    |
| 57                     | Cameron Scott (AUS)       | 115è                   |

| Bora-Hansgrohe BOH | Bora-Hansgrohe BOH     | Bora-Hansgrohe BOH |
| ------------------ | ---------------------- | ------------------ |
| Núm                | Ciclista               | Pos                |
| 61                 | Jordi Meeus (BEL)      | 132è               |
| 62                 | Nico Denz (GER)        | 134è               |
| 63                 | Marco Haller (AUT)     | 136è               |
| 64                 | Filip Maciejuk (POL)   | 110è               |
| 65                 | Ryan Mullen (IRL)      | 109è               |
| 66                 | Danny van Poppel (NED) | 3r                 |
| 67                 | Sam Welsford (AUS)     | 26è                |

| Cofidis COF | Cofidis COF                 | Cofidis COF |
| ----------- | --------------------------- | ----------- |
| Núm         | Ciclista                    | Pos         |
| 71          | Piet Allegaert (BEL)        | 19è         |
| 72          | Stanisław Aniołkowski (POL) | 32è         |
| 73          | Alexis Gougeard (FRA)       | 71è         |
| 74          | Eddy Finé (FRA)             | 101è        |
| 75          | Nicolas Debeaumarché (FRA)  | 88è         |
| 76          | Alexis Renard (FRA)         | 40è         |
| 77          | Christophe Noppe (BEL)      | 70è         |

| EF Education-EasyPost EFE | EF Education-EasyPost EFE      | EF Education-EasyPost EFE |
| ------------------------- | ------------------------------ | ------------------------- |
| Núm                       | Ciclista                       | Pos                       |
| 81                        | Stefan Bissegger (SUI)         | 21è                       |
| 82                        | Yuhi Todome (JPN)              | 36è                       |
| 83                        | Owain Doull (GBR)              | 20è                       |
| 84                        | Jack Rootkin-Gray (GBR)        | 120è                      |
| 85                        | Jonas Rutsch (GER)             | 37è                       |
| 86                        | Harry Sweeny (AUS)             | 124è                      |
| 87                        | Michael Valgren Andersen (DEN) | 123è                      |

| Groupama-FDJ GFC | Groupama-FDJ GFC        | Groupama-FDJ GFC |
| ---------------- | ----------------------- | ---------------- |
| Núm              | Ciclista                | Pos              |
| 91               | Sven Erik Bystrøm (NOR) | 141è             |
| 92               | Olivier Le Gac (FRA)    | 62è              |
| 93               | Fabian Lienhard (SUI)   | 104è             |
| 94               | Laurence Pithie (NZL)   | 15è              |
| 95               | Marc Sarreau (FRA)      | DNF              |
| 96               | Matthew Walls (GBR)     | 82è              |
| 97               | Samuel Watson (GBR)     | DNF              |

| Lidl-Trek LTK | Lidl-Trek LTK              | Lidl-Trek LTK |
| ------------- | -------------------------- | ------------- |
| Núm           | Ciclista                   | Pos           |
| 101           | Edward Theuns (BEL)        | 18è           |
| 102           | Simone Consonni (ITA)      | 5è            |
| 103           | Daan Hoole (NED)           | 107è          |
| 104           | Alex Kirsch (LUX) (ruta)   | 103è          |
| 105           | Mathias Vacek (CZE) (ruta) | 87è           |
| 106           | Otto Vergaerde (BEL)       | 79è           |
| 107           | Ryan Gibbons (RSA) (ruta)  | 44è           |

| Movistar Team MOV | Movistar Team MOV                 | Movistar Team MOV |
| ----------------- | --------------------------------- | ----------------- |
| Núm               | Ciclista                          | Pos               |
| 111               | Fernando Gaviria Rendón (COL)     | 14è               |
| 112               | Davide Cimolai (ITA)              | 74è               |
| 113               | Johan Jacobs (SUI)                | 80è               |
| 114               | Lorenzo Milesi (ITA)              | 28è               |
| 115               | Mathias Norsgaard Jørgensen (DEN) | 39è               |
| 116               | Vinicius Rangel Costa (BRA)       | 49è               |
| 117               | Manlio Moro (ITA)                 | 77è               |

| Team dsm-firmenich PostNL DFP | Team dsm-firmenich PostNL DFP | Team dsm-firmenich PostNL DFP |
| ----------------------------- | ----------------------------- | ----------------------------- |
| Núm                           | Ciclista                      | Pos                           |
| 121                           | Fabio Jakobsen (NED)          | 89è                           |
| 122                           | Tobias Lund Andresen (DEN)    | 75è                           |
| 123                           | John Degenkolb (GER)          | 102è                          |
| 124                           | Nils Eekhoff (NED)            | 128è                          |
| 125                           | Timo Roosen (NED)             | 65è                           |
| 126                           | Julius van den Berg (NED)     | 131è                          |
| 127                           | Bram Welten (NED)             | 12è                           |

| Team Jayco AlUla JAY | Team Jayco AlUla JAY        | Team Jayco AlUla JAY |
| -------------------- | --------------------------- | -------------------- |
| Núm                  | Ciclista                    | Pos                  |
| 131                  | Dylan Groenewegen (NED)     | 24è                  |
| 132                  | Amund Grøndahl Jansen (NOR) | 142è                 |
| 133                  | Luka Mezgec (SLO)           | NP                   |
| 134                  | Kelland O'Brien (AUS)       | 114è                 |
| 135                  | Blake Quick (AUS)           | DNF                  |
| 136                  | Elmar Reinders (NED)        | 108è                 |
| 137                  | Max Walscheid (GER)         | 111è                 |

| UAE Team Emirates UAD | UAE Team Emirates UAD            | UAE Team Emirates UAD |
| --------------------- | -------------------------------- | --------------------- |
| Núm                   | Ciclista                         | Pos                   |
| 141                   | Álvaro Hodeg Chagui (COL)        | DNF                   |
| 142                   | Ivo Oliveira (POR) (ruta)        | 64è                   |
| 143                   | Mikkel Bjerg (DEN)               | 23è                   |
| 144                   | Sebastián Molano Benavides (COL) | 7è                    |
| 145                   | António Morgado (POR)            | 53è                   |
| 146                   | Alessandro Covi (ITA)            | 135è                  |
| 147                   | Michael Vink (NZL)               | 94è                   |

| Israel-Premier Tech IPT | Israel-Premier Tech IPT | Israel-Premier Tech IPT |
| ----------------------- | ----------------------- | ----------------------- |
| Núm                     | Ciclista                | Pos                     |
| 151                     | Pascal Ackermann (GER)  | DNF                     |
| 152                     | Hugo Hofstetter (FRA)   | 127è                    |
| 153                     | Oded Kogut (ISR)        | 129è                    |
| 154                     | Riley Pickrell (CAN)    | 147è                    |
| 155                     | Nadav Raisberg (ISR)    | 84è                     |
| 156                     | Jake Stewart (GBR)      | 145è                    |
| 157                     | Rick Zabel (GER)        | NP                      |

| Lotto Dstny LTD | Lotto Dstny LTD          | Lotto Dstny LTD |
| --------------- | ------------------------ | --------------- |
| Núm             | Ciclista                 | Pos             |
| 161             | Milan Menten (BEL)       | 13è             |
| 162             | Sébastien Grignard (BEL) | 93è             |
| 163             | Jacopo Guarnieri (ITA)   | 106è            |
| 164             | Cedric Beullens (BEL)    | 29è             |
| 165             | Mathijs Paasschens (NED) | 116è            |
| 166             | Liam Slock (BEL)         | DNF             |
| 167             | Lionel Taminiaux (BEL)   | 92è             |

| Uno-X Mobility UXM | Uno-X Mobility UXM       | Uno-X Mobility UXM |
| ------------------ | ------------------------ | ------------------ |
| Núm                | Ciclista                 | Pos                |
| 171                | Louis Bendixen (DEN)     | 90è                |
| 172                | Erlend Blikra (NOR)      | 22è                |
| 173                | Stian Fredheim (NOR)     | 6è                 |
| 174                | Tord Gudmestad (NOR)     | 50è                |
| 175                | Niklas Larsen (DEN)      | 68è                |
| 176                | William Blume Levy (DEN) | 58è                |
| 177                | Rasmus Bøgh Wallin (DEN) | 51è                |

| Bingoal WB BWB | Bingoal WB BWB          | Bingoal WB BWB |
| -------------- | ----------------------- | -------------- |
| Núm            | Ciclista                | Pos            |
| 181            | Luca De Meester (BEL)   | 83è            |
| 182            | Ceriel Desal (BEL)      | 66è            |
| 183            | Davide Persico (ITA)    | 27è            |
| 184            | Sasha Weemaes (BEL)     | 122è           |
| 185            | Kenneth Van Rooy (BEL)  | 41è            |
| 186            | Nathan Vandepitte (FRA) | DNF            |
| 187            | Sasha Weemaes (BEL)     | 122è           |

| Q36.5 Pro Cycling Team Q36 | Q36.5 Pro Cycling Team Q36 | Q36.5 Pro Cycling Team Q36 |
| -------------------------- | -------------------------- | -------------------------- |
| Núm                        | Ciclista                   | Pos                        |
| 191                        | Jannik Steimle (GER)       | 61è                        |
| 192                        | Tom Devriendt (BEL)        | 72è                        |
| 193                        | Tobias Ludvigsson (SWE)    | 31è                        |
| 194                        | Cyrus Monk (AUS)           | 55è                        |
| 195                        | Matteo Moschetti (ITA)     | 95è                        |
| 196                        | Szymon Sajnok (POL)        | 91è                        |
| 197                        | Rory Townsend (IRL)        | 30è                        |

| Team Flanders-Baloise TFB | Team Flanders-Baloise TFB | Team Flanders-Baloise TFB |
| ------------------------- | ------------------------- | ------------------------- |
| Núm                       | Ciclista                  | Pos                       |
| 201                       | Toon Clynhens (BEL)       | 137è                      |
| 202                       | Ward Vanhoof (BEL)        | 38è                       |
| 203                       | Noah Vandenbranden (BEL)  | 57è                       |
| 204                       | Siebe Deweirdt (BEL)      | 59è                       |
| 205                       | Dylan Vandenstorme (BEL)  | 45è                       |
| 206                       | Yentl Vandevelde (BEL)    | 35è                       |
| 207                       | Victor Vercouillie (BEL)  | 146è                      |

| TotalEnergies TEN | TotalEnergies TEN       | TotalEnergies TEN |
| ----------------- | ----------------------- | ----------------- |
| Núm               | Ciclista                | Pos               |
| 211               | Anthony Turgis (FRA)    | 112è              |
| 212               | Lucas Boniface (FRA)    | 86è               |
| 213               | Thomas Gachignard (FRA) | 133è              |
| 214               | Sandy Dujardin (FRA)    | 113è              |
| 215               | Émilien Jeannière (FRA) | 9è                |
| 216               | Lorrenzo Manzin (FRA)   | 47è               |
| 217               | Jason Tesson (FRA)      | 4t                |

| Tudor Pro Cycling Team TUD | Tudor Pro Cycling Team TUD | Tudor Pro Cycling Team TUD |
| -------------------------- | -------------------------- | -------------------------- |
| Núm                        | Ciclista                   | Pos                        |
| 221                        | Tom Bohli (SUI)            | 148è                       |
| 222                        | Nils Brun (SUI)            | 149è                       |
| 223                        | Arvid de Kleijn (NED)      | 56è                        |
| 224                        | Jacob Eriksson (SWE)       | 99è                        |
| 225                        | Petr Kelemen (CZE)         | 63è                        |
| 226                        | Alexander Krieger (GER)    | DNF                        |
| 227                        | Maikel Zijlaard (NED)      | 150è                       |

| Alpecin-Deceuninck ADC | Alpecin-Deceuninck ADC    | Alpecin-Deceuninck ADC |
| ---------------------- | ------------------------- | ---------------------- |
| Núm                    | Ciclista                  | Pos                    |
| 1                      | Jasper Philipsen (BEL)    | 1r                     |
| 2                      | Maurice Ballerstedt (GER) | 54è                    |
| 3                      | Silvan Dillier (SUI)      | 144è                   |
| 4                      | Juri Hollmann (GER)       | 98è                    |
| 5                      | Timo Kielich (BEL)        | 81è                    |
| 6                      | Gianni Vermeersch (BEL)   | 105è                   |
| 7                      | Ramon Sinkeldam (NED)     | 96è                    |

| Soudal Quick-Step SOQ | Soudal Quick-Step SOQ    | Soudal Quick-Step SOQ |
| --------------------- | ------------------------ | --------------------- |
| Núm                   | Ciclista                 | Pos                   |
| 11                    | Tim Merlier (BEL)        | 2n                    |
| 12                    | Ayco Bastiaens (BEL)     | 138è                  |
| 13                    | Gil Gelders (BEL)        | 119è                  |
| 14                    | Luke Lamperti (USA)      | 17è                   |
| 15                    | Bert Van Lerberghe (BEL) | 46è                   |
| 16                    | Warre Vangheluwe (BEL)   | 140è                  |
| 17                    | Jordi Warlop (BEL)       | 118è                  |

| Intermarché-Wanty IWA | Intermarché-Wanty IWA                | Intermarché-Wanty IWA |
| --------------------- | ------------------------------------ | --------------------- |
| Núm                   | Ciclista                             | Pos                   |
| 21                    | Gerben Thijssen (BEL)                | 16è                   |
| 22                    | Madis Mihkels (EST)                  | 42è                   |
| 23                    | Adrien Petit (FRA)                   | 130è                  |
| 24                    | Baptiste Planckaert (BEL)            | 100è                  |
| 25                    | Laurenz Rex (BEL)                    | 43è                   |
| 26                    | Gijs Van Hoecke (BEL)                | 78è                   |
| 27                    | Roel Daan van Sintmaartensdijk (NED) | 117è                  |

| Arkéa-B&B Hotels ARK | Arkéa-B&B Hotels ARK | Arkéa-B&B Hotels ARK |
| -------------------- | -------------------- | -------------------- |
| Núm                  | Ciclista             | Pos                  |
| 31                   | Arnaud Démare (FRA)  | 34è                  |
| 32                   | David Dekker (NED)   | 97è                  |
| 33                   | Daniel McLay (GBR)   | 125è                 |
| 34                   | Luca Mozzato (ITA)   | 10è                  |
| 35                   | Łukasz Owsian (POL)  | 76è                  |
| 36                   | Alan Riou (FRA)      | 126è                 |
| 37                   | Miles Scotson (AUS)  | 67è                  |

| Astana Qazaqstan Team AST | Astana Qazaqstan Team AST     | Astana Qazaqstan Team AST |
| ------------------------- | ----------------------------- | ------------------------- |
| Núm                       | Ciclista                      | Pos                       |
| 41                        | Gleb Syrica (RUS)             | 143è                      |
| 42                        | Ievgueni Guiditx (KAZ)        | 73è                       |
| 43                        | Michele Gazzoli (ITA)         | 121è                      |
| 45                        | Max Kanter (GER)              | 11è                       |
| 46                        | Yevgeniy Fedorov (KAZ) (ruta) | 52è                       |
| 47                        | Rüdiger Selig (GER)           | 48è                       |

| Bahrain Victorious TBV | Bahrain Victorious TBV    | Bahrain Victorious TBV |
| ---------------------- | ------------------------- | ---------------------- |
| Núm                    | Ciclista                  | Pos                    |
| 51                     | Phil Bauhaus (GER)        | 8è                     |
| 52                     | Alberto Bruttomesso (ITA) | 60è                    |
| 53                     | Matevž Govekar (SLO)      | 33è                    |
| 54                     | Kamil Gradek (POL)        | 69è                    |
| 55                     | Łukasz Wiśniowski (POL)   | 85è                    |
| 56                     | Dušan Rajović (SRB)       | 25è                    |
| 57                     | Cameron Scott (AUS)       | 115è                   |

| Bora-Hansgrohe BOH | Bora-Hansgrohe BOH     | Bora-Hansgrohe BOH |
| ------------------ | ---------------------- | ------------------ |
| Núm                | Ciclista               | Pos                |
| 61                 | Jordi Meeus (BEL)      | 132è               |
| 62                 | Nico Denz (GER)        | 134è               |
| 63                 | Marco Haller (AUT)     | 136è               |
| 64                 | Filip Maciejuk (POL)   | 110è               |
| 65                 | Ryan Mullen (IRL)      | 109è               |
| 66                 | Danny van Poppel (NED) | 3r                 |
| 67                 | Sam Welsford (AUS)     | 26è                |

| Cofidis COF | Cofidis COF                 | Cofidis COF |
| ----------- | --------------------------- | ----------- |
| Núm         | Ciclista                    | Pos         |
| 71          | Piet Allegaert (BEL)        | 19è         |
| 72          | Stanisław Aniołkowski (POL) | 32è         |
| 73          | Alexis Gougeard (FRA)       | 71è         |
| 74          | Eddy Finé (FRA)             | 101è        |
| 75          | Nicolas Debeaumarché (FRA)  | 88è         |
| 76          | Alexis Renard (FRA)         | 40è         |
| 77          | Christophe Noppe (BEL)      | 70è         |

| EF Education-EasyPost EFE | EF Education-EasyPost EFE      | EF Education-EasyPost EFE |
| ------------------------- | ------------------------------ | ------------------------- |
| Núm                       | Ciclista                       | Pos                       |
| 81                        | Stefan Bissegger (SUI)         | 21è                       |
| 82                        | Yuhi Todome (JPN)              | 36è                       |
| 83                        | Owain Doull (GBR)              | 20è                       |
| 84                        | Jack Rootkin-Gray (GBR)        | 120è                      |
| 85                        | Jonas Rutsch (GER)             | 37è                       |
| 86                        | Harry Sweeny (AUS)             | 124è                      |
| 87                        | Michael Valgren Andersen (DEN) | 123è                      |

| Groupama-FDJ GFC | Groupama-FDJ GFC        | Groupama-FDJ GFC |
| ---------------- | ----------------------- | ---------------- |
| Núm              | Ciclista                | Pos              |
| 91               | Sven Erik Bystrøm (NOR) | 141è             |
| 92               | Olivier Le Gac (FRA)    | 62è              |
| 93               | Fabian Lienhard (SUI)   | 104è             |
| 94               | Laurence Pithie (NZL)   | 15è              |
| 95               | Marc Sarreau (FRA)      | DNF              |
| 96               | Matthew Walls (GBR)     | 82è              |
| 97               | Samuel Watson (GBR)     | DNF              |

| Lidl-Trek LTK | Lidl-Trek LTK              | Lidl-Trek LTK |
| ------------- | -------------------------- | ------------- |
| Núm           | Ciclista                   | Pos           |
| 101           | Edward Theuns (BEL)        | 18è           |
| 102           | Simone Consonni (ITA)      | 5è            |
| 103           | Daan Hoole (NED)           | 107è          |
| 104           | Alex Kirsch (LUX) (ruta)   | 103è          |
| 105           | Mathias Vacek (CZE) (ruta) | 87è           |
| 106           | Otto Vergaerde (BEL)       | 79è           |
| 107           | Ryan Gibbons (RSA) (ruta)  | 44è           |

| Movistar Team MOV | Movistar Team MOV                 | Movistar Team MOV |
| ----------------- | --------------------------------- | ----------------- |
| Núm               | Ciclista                          | Pos               |
| 111               | Fernando Gaviria Rendón (COL)     | 14è               |
| 112               | Davide Cimolai (ITA)              | 74è               |
| 113               | Johan Jacobs (SUI)                | 80è               |
| 114               | Lorenzo Milesi (ITA)              | 28è               |
| 115               | Mathias Norsgaard Jørgensen (DEN) | 39è               |
| 116               | Vinicius Rangel Costa (BRA)       | 49è               |
| 117               | Manlio Moro (ITA)                 | 77è               |

| Team dsm-firmenich PostNL DFP | Team dsm-firmenich PostNL DFP | Team dsm-firmenich PostNL DFP |
| ----------------------------- | ----------------------------- | ----------------------------- |
| Núm                           | Ciclista                      | Pos                           |
| 121                           | Fabio Jakobsen (NED)          | 89è                           |
| 122                           | Tobias Lund Andresen (DEN)    | 75è                           |
| 123                           | John Degenkolb (GER)          | 102è                          |
| 124                           | Nils Eekhoff (NED)            | 128è                          |
| 125                           | Timo Roosen (NED)             | 65è                           |
| 126                           | Julius van den Berg (NED)     | 131è                          |
| 127                           | Bram Welten (NED)             | 12è                           |

| Team Jayco AlUla JAY | Team Jayco AlUla JAY        | Team Jayco AlUla JAY |
| -------------------- | --------------------------- | -------------------- |
| Núm                  | Ciclista                    | Pos                  |
| 131                  | Dylan Groenewegen (NED)     | 24è                  |
| 132                  | Amund Grøndahl Jansen (NOR) | 142è                 |
| 133                  | Luka Mezgec (SLO)           | NP                   |
| 134                  | Kelland O'Brien (AUS)       | 114è                 |
| 135                  | Blake Quick (AUS)           | DNF                  |
| 136                  | Elmar Reinders (NED)        | 108è                 |
| 137                  | Max Walscheid (GER)         | 111è                 |

| UAE Team Emirates UAD | UAE Team Emirates UAD            | UAE Team Emirates UAD |
| --------------------- | -------------------------------- | --------------------- |
| Núm                   | Ciclista                         | Pos                   |
| 141                   | Álvaro Hodeg Chagui (COL)        | DNF                   |
| 142                   | Ivo Oliveira (POR) (ruta)        | 64è                   |
| 143                   | Mikkel Bjerg (DEN)               | 23è                   |
| 144                   | Sebastián Molano Benavides (COL) | 7è                    |
| 145                   | António Morgado (POR)            | 53è                   |
| 146                   | Alessandro Covi (ITA)            | 135è                  |
| 147                   | Michael Vink (NZL)               | 94è                   |

| Israel-Premier Tech IPT | Israel-Premier Tech IPT | Israel-Premier Tech IPT |
| ----------------------- | ----------------------- | ----------------------- |
| Núm                     | Ciclista                | Pos                     |
| 151                     | Pascal Ackermann (GER)  | DNF                     |
| 152                     | Hugo Hofstetter (FRA)   | 127è                    |
| 153                     | Oded Kogut (ISR)        | 129è                    |
| 154                     | Riley Pickrell (CAN)    | 147è                    |
| 155                     | Nadav Raisberg (ISR)    | 84è                     |
| 156                     | Jake Stewart (GBR)      | 145è                    |
| 157                     | Rick Zabel (GER)        | NP                      |

| Lotto Dstny LTD | Lotto Dstny LTD          | Lotto Dstny LTD |
| --------------- | ------------------------ | --------------- |
| Núm             | Ciclista                 | Pos             |
| 161             | Milan Menten (BEL)       | 13è             |
| 162             | Sébastien Grignard (BEL) | 93è             |
| 163             | Jacopo Guarnieri (ITA)   | 106è            |
| 164             | Cedric Beullens (BEL)    | 29è             |
| 165             | Mathijs Paasschens (NED) | 116è            |
| 166             | Liam Slock (BEL)         | DNF             |
| 167             | Lionel Taminiaux (BEL)   | 92è             |

| Uno-X Mobility UXM | Uno-X Mobility UXM       | Uno-X Mobility UXM |
| ------------------ | ------------------------ | ------------------ |
| Núm                | Ciclista                 | Pos                |
| 171                | Louis Bendixen (DEN)     | 90è                |
| 172                | Erlend Blikra (NOR)      | 22è                |
| 173                | Stian Fredheim (NOR)     | 6è                 |
| 174                | Tord Gudmestad (NOR)     | 50è                |
| 175                | Niklas Larsen (DEN)      | 68è                |
| 176                | William Blume Levy (DEN) | 58è                |
| 177                | Rasmus Bøgh Wallin (DEN) | 51è                |

| Bingoal WB BWB | Bingoal WB BWB          | Bingoal WB BWB |
| -------------- | ----------------------- | -------------- |
| Núm            | Ciclista                | Pos            |
| 181            | Luca De Meester (BEL)   | 83è            |
| 182            | Ceriel Desal (BEL)      | 66è            |
| 183            | Davide Persico (ITA)    | 27è            |
| 184            | Sasha Weemaes (BEL)     | 122è           |
| 185            | Kenneth Van Rooy (BEL)  | 41è            |
| 186            | Nathan Vandepitte (FRA) | DNF            |
| 187            | Sasha Weemaes (BEL)     | 122è           |

| Q36.5 Pro Cycling Team Q36 | Q36.5 Pro Cycling Team Q36 | Q36.5 Pro Cycling Team Q36 |
| -------------------------- | -------------------------- | -------------------------- |
| Núm                        | Ciclista                   | Pos                        |
| 191                        | Jannik Steimle (GER)       | 61è                        |
| 192                        | Tom Devriendt (BEL)        | 72è                        |
| 193                        | Tobias Ludvigsson (SWE)    | 31è                        |
| 194                        | Cyrus Monk (AUS)           | 55è                        |
| 195                        | Matteo Moschetti (ITA)     | 95è                        |
| 196                        | Szymon Sajnok (POL)        | 91è                        |
| 197                        | Rory Townsend (IRL)        | 30è                        |

| Team Flanders-Baloise TFB | Team Flanders-Baloise TFB | Team Flanders-Baloise TFB |
| ------------------------- | ------------------------- | ------------------------- |
| Núm                       | Ciclista                  | Pos                       |
| 201                       | Toon Clynhens (BEL)       | 137è                      |
| 202                       | Ward Vanhoof (BEL)        | 38è                       |
| 203                       | Noah Vandenbranden (BEL)  | 57è                       |
| 204                       | Siebe Deweirdt (BEL)      | 59è                       |
| 205                       | Dylan Vandenstorme (BEL)  | 45è                       |
| 206                       | Yentl Vandevelde (BEL)    | 35è                       |
| 207                       | Victor Vercouillie (BEL)  | 146è                      |

| TotalEnergies TEN | TotalEnergies TEN       | TotalEnergies TEN |
| ----------------- | ----------------------- | ----------------- |
| Núm               | Ciclista                | Pos               |
| 211               | Anthony Turgis (FRA)    | 112è              |
| 212               | Lucas Boniface (FRA)    | 86è               |
| 213               | Thomas Gachignard (FRA) | 133è              |
| 214               | Sandy Dujardin (FRA)    | 113è              |
| 215               | Émilien Jeannière (FRA) | 9è                |
| 216               | Lorrenzo Manzin (FRA)   | 47è               |
| 217               | Jason Tesson (FRA)      | 4t                |

| Tudor Pro Cycling Team TUD | Tudor Pro Cycling Team TUD | Tudor Pro Cycling Team TUD |
| -------------------------- | -------------------------- | -------------------------- |
| Núm                        | Ciclista                   | Pos                        |
| 221                        | Tom Bohli (SUI)            | 148è                       |
| 222                        | Nils Brun (SUI)            | 149è                       |
| 223                        | Arvid de Kleijn (NED)      | 56è                        |
| 224                        | Jacob Eriksson (SWE)       | 99è                        |
| 225                        | Petr Kelemen (CZE)         | 63è                        |
| 226                        | Alexander Krieger (GER)    | DNF                        |
| 227                        | Maikel Zijlaard (NED)      | 150è                       |